# Bullangues

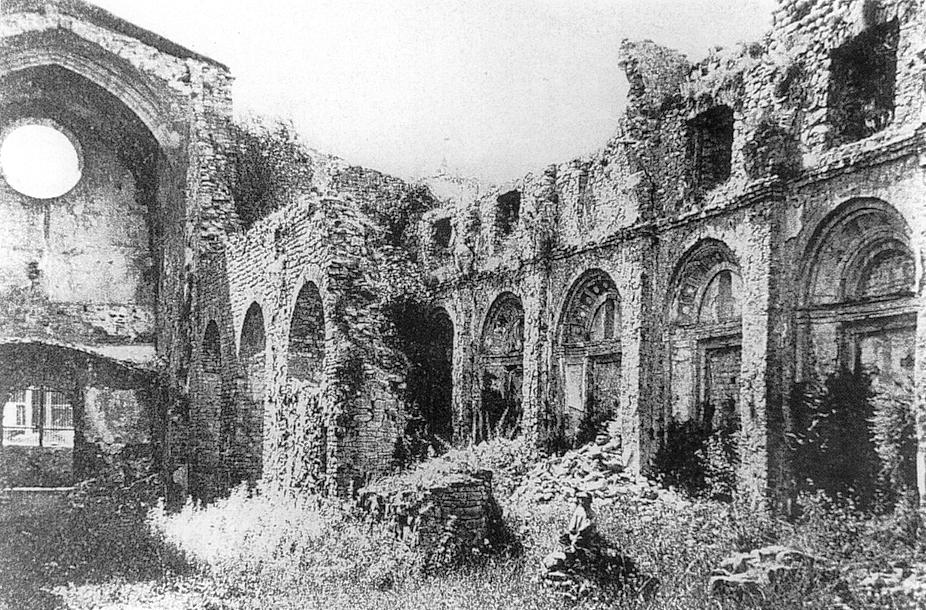
Monestir de Santa Maria de Ripoll després de l'atac i incendi durant la bullanga de 1835

Les bullangues foren els avalots que es produïren a moltes ciutats catalanes i especialment a Barcelona entre 1835 i 1843. La seva base ideològica era principalment anticlerical, liberal, progressista i catalanista. Dins d'aquest cicle de bullangues cal distingir dos períodes. El primer comença amb la crisi final del sistema absolutista, desencadenada per la mort de Ferran VII el 1833, i conclou amb la consolidació del règim liberal al final de 1837. El segon, que arrenca el 1840 i acaba al tombant de 1843-1844, s'explica pels desajustaments socials provocats per la resolució de la Primera Guerra Carlina i pel malestar originat entre el poble menut i alguns sectors de la burgesia pel caire que havia pres el sistema liberal.
En conjunt, però, les bullangues són l'expressió de les tensions socials sorgides en el si de la societat catalana arran de l'extensió de les relacions socials capitalistes.
Per entendre les bullangues hem de situar-nos històricament. Els fets es produeixen bàsicament a la dècada de 1830, un moment de plenes tensions a l'Estat. Ferran VII, un dels reis més desitjats de la història (els enfrontaments entre el seu pare, Carles IV, i Napoleó Bonaparte van deixar un buit de govern, i el seu retorn fou molt aclamat pel poble) va resultar ser també uns dels més dèspotes. Quan mor, l'any 1833, sorgeix l'esperança de canviar el sistema, ja que la seva filla Isabel era encara una criatura i l'Estat quedava en mans d'una regència. Va esdevenir el que ara anomenen la revolució liberal espanyola. Per això les bullangues lluitaren contra cap nova imposició del govern, el poble va lluitar com mai per defensar els seus legítims drets. Tot i que els esclats de violència van ser nombrosos entre 1835 i 1843, els més importants tindrien lloc el 1835, 1842 i 1843.

## Bullangues del 1835

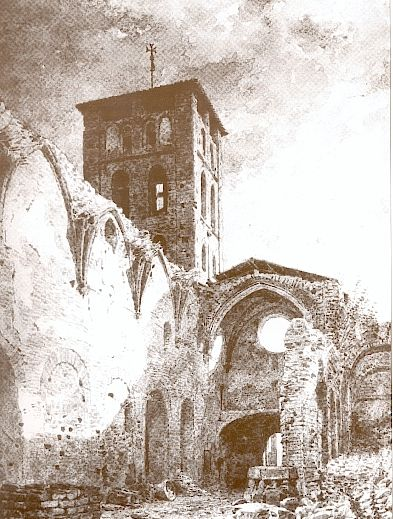
Església del Santa Maria de Ripoll després de la bullanga de 1835

L'any 1835 Barcelona era un polvorí per la incertesa que hi havia en el camí del govern central cap al liberalisme. El 25 de juliol se celebrava una cursa de braus a la plaça del Torín, a la Barceloneta, que seria un fiasco. La decepció del públic amb l'espectacle seria l'espurna per encendre els carrers contra la classe clerical. Una gentada cada cop més gran formada per les classes populars barcelonines van cremar convents i perseguir els frares amb una violència inusitada, ja que era estesa la idea que els religiosos estaven oposats al liberalisme.
El 5 d'agost una altra bullanga va sacsejar Barcelona. La gent es va assabentar de l'arribada de Pere Nolasc de Bassa, el lloctinent del capità general Llauder, que feia preveure una forta repressió pels fets del 25 de juliol. L'autodefensa popular es va activar i milers de persones es van concentrar a la plaça de Sant Jaume per forçar la retirada de Bassa. Com que s'hi va negar, el Palau Reial va ser assaltat i Bassa va ser assassinat i arrossegat pels carrers. Aleshores la gent enfurismada es va dirigir contra diferents centres de cobrament d'impostos de la ciutat, demostrant el descontentament per la situació econòmica que patien. Fins i tot les oficines de la Duana serien incendiades. Alguns grups van aprofitar per destruir símbols de l'absolutisme, per protestar contra les condicions laborals d'algunes fàbriques i per la por a la incidència que tindria en els obrers l'ús emergent de nova maquinària. La fàbrica tèxtil de Bonaplata, la primera en fer servir la màquina de vapor, seria incendiada i arrasada. Lluny d’estar contra el progrés, aquestes accions pretenien una gestió diferent de les noves tecnologies i negociar una forma més democràtica d’establir l’impacte que aquestes tindrien en les relacions laborals.

## Bullangues del 1842 i 1843
El general espanyol Baldomero Espartero actuava com a regent de la reina Isabel II des de 1840, perquè encara era petita. Les seves mesures econòmiques van causar un gran trasbals a Barcelona, ja que perjudicava els productes agrícoles i industrials catalans. Tot plegat va conduir a l'enfrontament directe del poder central de Madrid i l'exèrcit contra el poder local barceloní i la milícia urbana. L'espurna seria l'incident d'un grup de borratxos que volia colar vi a la ciutat sense pagar l'impost pertinent a les portes, el 13 de novembre de 1842. La topada amb els guàrdies va escalfar l'ambient i centenars de milicians van agafar les armes per enfrontar-se als soldats amb la complicitat de la resta de la població. El capità general, Antonio van Halen, va ordenar la retirada de les tropes fins que hi arribés Espartero, que no dubtaria en bombardejar Barcelona fins a la seva rendició total. El 3 de desembre començarien a caure les bombes, més de 1.000, que destruirien 462 edificis provocant una trentena de morts. El diplomàtic Lesseps intervindria decisivament en les negociacions per posar fi al conflicte.
Les revoltes i la pressió popular acabarien amb la regència d'Espartero, però el nou govern de Joaquín María López incompliria les seves promeses, fet que obligaria al poble a tornar a agafar les armes reclamant un liberalisme progressista que beneficiés les classes populars. Pels carrers de Barcelona es van desenvolupar combats intensos entre milicians i soldats durant els mesos de setembre i novembre del 1843, i la població va recórrer a tot tipus de defensa, des de barricades fins al llançament d’objectes per la finestra, com maons, morters o armaris i taules. Els revoltats, que fins i tot van intentar assaltar la Ciutadella, denunciaven la fortuna dels més rics i els reclamaven que paguessin les contribucions; reivindicaven el sufragi universal masculí, i apel·laven al poble com a agent vertebrador de la societat, amb una gran participació femenina als carrers. Aquesta última bullanga seria coneguda com a Jamància. Després de tres mesos de revolució, Barcelona seria de nou bombardejada per l’exèrcit espanyol amb més de 12.000 projectils que causarien uns 300 morts i la rendició de la ciutat.